# Noguchiphaea yoshikoae
Noguchiphaea yoshikoae là loài chuồn chuồn trong họ Calopterygidae. Loài này được Asahina mô tả khoa học đầu tiên năm 1976.